# Земетчинський район
Земе́тчинський район (рос. Земетчинский район) — муніципальний район у складі Пензенської області Російської Федерації.
Адміністративний центр — селище міського типу Земетчино.

## Історія
Земетчинський район утворений 16 липня 1928 року у складі Тамбовського округу Центрально-Чорноземної області, з 13 червня 1934 року — у складі Воронезької області, з 27 вересня 1937 року — у складі Тамбовської області, з 4 лютого 1939 року — у складі новоствореної Пензенської області.
У 1941-1958 роках зі складу район виділявся Салтиковський район. У 1963-1965 роках до складу району входив тимчасово ліквідований Вадінський район.

## Населення
Населення — 20065 осіб (2019; 24674 в 2010, 31072 у 2002).

## Адміністративний поділ
Район адміністративно поділяється на 1 міське та 11 сільських поселень:
| Поселення                      | Площа, км² | Населення, осіб (2002) | Населення, осіб (2010) | Населення, осіб (2019) | Центр          | Населені пункти |
| ------------------------------ | ---------- | ---------------------- | ---------------------- | ---------------------- | -------------- | --------------- |
| Земетчинське міське поселення  | 90,24      | 12310                  | 10894                  | 9486                   | Земетчино      | 4               |
| Великоіжморська сільська рада  | 118,73     | 2196                   | 1590                   | 1284                   | Велика Іжмора  | 3               |
| Кирилловська сільська рада     | 183,50     | 1394                   | 803                    | 550                    | Кириллово      | 7               |
| Краснодубравська сільська рада | 191,98     | 2276                   | 1610                   | 1139                   | Красна Дубрава | 6               |
| Матчерська сільська рада       | 95,05      | 1289                   | 1052                   | 869                    | Матчерка       | 2               |
| Морсовська сільська рада       | 301,60     | 1233                   | 863                    | 627                    | Морсово        | 6               |
| Пролетарська сільська рада     | 236,29     | 2519                   | 2064                   | 1627                   | Пролетарський  | 13              |
| Раєвська сільська рада         | 232,71     | 2052                   | 1336                   | 1001                   | Раєво          | 8               |
| Салтиковська сільська рада     | 234,72     | 1721                   | 1370                   | 1073                   | Салтиково      | 7               |
| Ушинська сільська рада         | 98,36      | 1795                   | 1377                   | 1087                   | Ушинка         | 1               |
| Юрсовська сільська рада        | 319,98     | 2287                   | 1715                   | 1322                   | Пашково        | 6               |

- 2010 року ліквідована Вяземська сільська рада, територія увійшла до складу Краснодубравської сільради; ліквідована Отормська сільська рада, територія увійшла до складу Салтиковської сільради; ліквідована Рянзенська сільська рада, територія увійшла до складу Пролетарської сільради; ліквідована Усердинська сільська рада, територія увійшла до складу Раєвської сільради; ліквідована Чорноярська сільська рада, територія увійшла до складу Морсовської сільради[4].

## Найбільші населені пункти
Нижче подано перелік населених пунктів з чисельність населення понад 1000 осіб:
| № | Населений пункт | Населення, осіб (2002) | Населення, осіб (2010) |
| - | --------------- | ---------------------- | ---------------------- |
| 1 | Земетчино       | 12088                  | 10772                  |
| 2 | Пашково         | 1810                   | 1433                   |
| 3 | Ушинка          | 1795                   | 1377                   |
| 4 | Пролетарський   | 1232                   | 1205                   |
| 5 | Матчерка        | 1283                   | 1046                   |